# Госоленго
Госоленго (итал. Gossolengo) је насеље у Италији у округу Пјаченца, региону Емилија-Ромања.
Према процени из 2011. у насељу је живело 3542 становника. Насеље се налази на надморској висини од 87 м.

## Становништво
| 1951. | 1961. | 1971. | 1981. | 1991. | 2001. | 2011. |
| ----- | ----- | ----- | ----- | ----- | ----- | ----- |
| 3.293 | 3.065 | 2.224 | 2.332 | 2.907 | 3.763 | 5.431 |